# Haplochromis igneopinnis
Haplochromis igneopinnis es una especie de peces de la familia Cichlidae en el orden de los Perciformes.

## Morfología
- Los machos pueden llegar alcanzar los 10,8 cm de longitud total.
- Número de  vértebras: 30-31.[2]

## Alimentación
Come algas y detritus.

## Hábitat
Vive en zonas de clima tropical.

## Distribución geográfica
Se encuentran en África: lago Victoria (Tanzania ).